# The Dream Academy
I The Dream Academy sono stati un gruppo musicale britannico, formatosi a Londra nel 1983 e scioltosi nel 1991. 
Composto dal cantante e chitarrista Nick Laird-Clowes, la polistrumentista (principalmente oboe e corno inglese) Kate St John e il tastierista Gilbert Gabriel, il gruppo è noto soprattutto per i loro singoli di successo Life in a Northern Town, The Love Parade e la loro cover del 1985 del brano degli Smiths Please Please Please Let Me Get What I Want, che è stata inclusa nel film di John Hughes Una pazza giornata di vacanza nel 1986.

## Storia
Laird-Clowes e Gabriel si incontrarono alla fine degli anni '70 mentre il primo militava in un gruppo denominato The Act. La loro idea era quella di creare un panorama musicale diverso dai gruppi power pop popolari all'epoca nel Regno Unito, mescolando strumenti e suoni che precedentemente erano stati raramente eseguiti in modo predominante, come archi, fiati, percussioni (timpani) e sintetizzatori. All'inizio, Laird-Clowes e Gabriel si esibivano come duo con il nome The Politics of Paradise.
Laird-Clowes incontrò Kate St John (allora facente parte del gruppo The Ravishing Beauties) a una festa e le chiese di unirsi alla sua band. Diventato un trio, scelsero il nome The Dream Academy e registrarono per quasi due anni demo dei loro brani, che vennero rifiutati dalle etichette discografiche fino a quando, nel 1985, ottengono un contratto discografico con la Warner Bros. Records. Strinsero contatti con Adam Peters e David Gilmour dei Pink Floyd, un amico di Laird-Clowes, che produsse e suonò in due loro album e compose in collaborazione una loro canzone, Twelve-Eight Angel.
Il primo singolo del gruppo, Life in a Northern Town è stato un successo mondiale e una hit notevole negli Stati Uniti, classificandosi al n. 7 della Billboard Hot 100 chart, da un album coprodotto da Gilmour. La canzone arrivò anche alla posizione n. 15 nella classifica UK Singles Chart. Dedicato al cantautore inglese Nick Drake, fu il loro unico grande successo nelle classifiche, anche se il singolo successivo, The Love Parade ottenne un discreto successo negli Stati Uniti.
Il gruppo lanciò un tour mondiale basato sul successo nelle classifiche di Life in a Northern Town ed apparve nei programmi televisivi Saturday Night Live, The Tonight Show, American Bandstand (con Dick Clark), MTV (intervista con JJ Jackson), e Top of the Pops. L'omonimo album di debutto dei The Dream Academy raggiunse un vasto pubblico anche negli Stati Uniti. I loro due album successivi non eguagliarono il successo iniziale.
Nel 1991, dopo il loro ultimo tour, Gabriel e St John decisero di lasciare il gruppo per perseguire interessi e progetti musicali da solisti. Laird-Clowes alla fine decise di sciogliere la band. Nel 2014 uscì il secondo album antologico dei Dream Academy, The Morning Lasted All Day: A Retrospective, con sei brani inediti.
Nell'ottobre 2016, Laird-Clowes e St John, accompagnati dal tastierista Maxwell Cooke e dalla batterista e percussionista Daisy Palmer, si esibirono in tre spettacoli nel Giappone. Nel febbraio 2017, Laird-Clowes e St John, sempre accompagnati da Max Cooke, eseguirono un concerto acustico di 13 brani a Talgarth, nel Galles.

## Formazione
- Nick Laird-Clowes – voce, chitarre
- Kate St John – oboe, corno inglese, sassofono, fisarmonica, pianoforte, voce
- Gilbert Gabriel – tastiere, voce

## Discografia

### Album in studio
- 1985 – The Dream Academy
- 1987 – Remembrance Days
- 1990 – A Different Kind of Weather

### Raccolte
- 2000 – Somewhere in the Sun... Best of the Dream Academy (solo in Giappone)
- 2014 – The Morning Lasted All Day: A Retrospective (con sei inediti)

### Singoli
- 1985 – Life in a Northern Town
- 1985 – This World
- 1985 – Please Please Please, Let Me Get What I Want / In Places on the Run
- 1986 – The Love Parade / Girl in a Million (For Edie Sedgwick)
- 1987 – Indian Summer
- 1987 – The Lesson of Love
- 1987 – Power to Believe
- 1987 – Everybody's Got to Learn Sometime
- 1988 – In the Heart (solo in Giappone; inedito su album)
- 1990 – Love
- 1991 – Angel of Mercy (Twelve-eight Angel)
- 2014 – Sunrising

### Video musicali
- 1985 – Life in a Northern Town (girato in due versioni)
- 1985 – This World
- 1985 – Please Please Please, Let Me Get What I Want
- 1986 – The Love Parade (girato in due versioni)
- 1987 – Indian Summer
- 1987 – The Lesson of Love
- 1990 – Love
- 1991 – Angel of Mercy (Twelve-eight Angel)